# 6462 Myougi
A 6462 Myougi (ideiglenes jelöléssel 1994 AF2) egy kisbolygó a Naprendszerben. Kobajasi Takao fedezte fel 1994. január 9-én.